# Adam Roberts
Adam Charles Roberts (n. 30 iunie 1965) este un profesor, critic și scriitor britanic care a scris și sub pseudonimele A.R.R.R. Roberts, A3R Roberts și Don Brine. În opera sa abordează în general teme science fiction și fantasy, dar și parodia.

## Biografie
Adam Roberts s-a născut pe 30 iunie 1965 în Londra, Marea Britanie. A urmat o școală din Kent și, ulterior, Universitatea din Aberdeen, unde a obținut o diplomă în limba și literatura engleză. Ulterior și-a luat doctoratul la Universitatea Cambridge cu o teză despre Robert Browning.
În prezent lucrează pentru Royal Holloway, Universitatea din Londra, unde predă literatură engleză a secolului al XIX-lea (în special poezie) și tehnici de scriere creativă. Este căsătorit și are un copil.

## Cariera scriitoricească
În literatură a debutat în anul 2000 cu romanul Salt, pentru care a fost nominalizat la premiul Arthur C. Clarke în 2001. Pe lista aceluiași premiu au ajuns ulterior și volumele Gradisil (în 2007) și Yellow Blue Tibia (în 2010). În 2012 a publicat Jack-din-Sticlă, roman pentru care a primit în 2013 premiile British Science Fiction Association și John W. Campbell și o nominalizare la secțiunea Red Tentacle (roman) a premiului Kitschies (2012). Povestirea "Tollund" a fost nominalizată în 2014 la premiul Sidewise.
În afara de SF, Adam Roberts a scris și volume de critică, precum și o serie de parodii după cărți și filme celebre, cum ar fi Hobbitul, Silmarillion, Codul lui Da Vinci, Matrix, Războiul stelelor sau Doctor Who.

## Opera

### Romane
- Salt (2000)
- On (2001)
- Stone (2002)
- Polystom (2003)
- The Snow (2004)
- Gradisil (2006)
- Land of the Headless (2007)
- Splinter (2007)
- Swiftly: A Novel (2008)
- Yellow Blue Tibia: A Novel (2009)
- New Model Army (2010)
- By Light Alone (2011)
- Jack Glass (2012)

ro. Jack-din-Sticlă - editura Trei 2013
- Twenty Trillion Leagues Under the Sea (2014)
- Bête (2014)

### Volume de povestiri
- Swiftly: Stories (2004)
- Anticopernicus (2011)
- Adam Robots (2013)

### Parodii
- The Soddit (2003) - parodie după romanul lui J. R. R. Tolkien Hobbitul
- The McAtrix Derided (2004) - parodie după filmul Matrix
- The Sellamillion (2004) - parodie după cartea lui J. R. R. Tolkien Silmarillion
- Star Warped (2005) - parodie după filmul Războiul stelelor
- The Va Dinci Cod (2005) - parodie după romanul lui Dan Brown Codul lui Da Vinci
- Doctor Whom: E.T. Shoots and Leaves (2006) - parodie după serialul Doctor Who
- I am Scrooge: A Zombie Story for Christmas  (2009) - parodie după nuvela lui Charles Dickens "Colind de Crăciun"
- The Dragon with the Girl Tattoo (2010) - parodie după romanul lui Stieg Larsson Män som hatar kvinnor (tradus în engleză The Girl with the Dragon Tattoo)

### Volume de critică
- Silk and Potatoes: Contemporary Arthurian Fantasy (1998)
- Science Fiction: the New Critical Idiom (2000) - a doua ediție a apărut în 2005
- Tolkien: A Look Behind "The Lord of the Rings" - cu Lin Carter, ediția revizuită apărută în 2003
- The History of Science Fiction (Palgrave Histories of Literature) (2006)